# کوربانز
کوربانز (به فرانسوی: Curbans) یک کمون (فرانسه) در فرانسه است که در canton of La Motte-du-Caire واقع شده‌است. کوربانز ۲۸٫۸۸ کیلومتر مربع مساحت دارد ۶۵۰ متر بالاتر از سطح دریا واقع شده‌است.